# Herbert Watzke
Herbert Watzke (* 1954 in Gmunden) ist ein österreichischer Mediziner, Basketballfunktionär und ehemaliger -spieler.

## Laufbahn
Watzke entstammt der Jugend der Sportunion Gmunden, mit der Herrenmannschaft des Vereins gelang ihm 1977 der Aufstieg in die Basketball-Bundesliga. Im selben Jahr sorgte er mit der Nationalmannschaft für Aufsehen, als der Aufstieg von der C- bis in die A-Gruppe bewerkstelligt wurde und die Auswahl im September 1977 an der Europameisterschaft in Belgien teilnahm. Während des Turniers, bei dem die Österreicher gleichwohl sieglos blieben, erzielte Watzke 9,1 Punkte je Begegnung. Auf Vereinsebene spielte er Ende der 1970er und zu Beginn der 1980er Jahre für den UBSC Wien an der Seite weiterer Nationalspieler wie Erich Tecka und Herbert Haselbacher, wurde mit dem UBSC Staatsmeister und lief mit der Mannschaft im Europapokal der Landesmeister auf. Beim Ausscheidungsturnier für die Olympischen Sommerspiele 1980 wurde Watzke im Mai 1980 in vier Spielen eingesetzt und kam im Schnitt auf zehn Punkte für die Nationalmannschaft.
Im September 2004 wurde Watzke Vizepräsident der Österreichischen Basketball Bundesliga (ÖBL). Ab November 2004 war er darüber hinaus Vizepräsident des Vereins der Freunde des Basketballsports der Österreichischen Bundesliga.
Watzke legte nach seinem Medizinstudium 1980 seine Promotion vor, 1989 schloss er seine Facharztausbildung im Bereich Innere Medizin ab und schloss 1991 seine Habilitation ab. In den Jahren 1991 (Kardiologie) sowie 1996 (Hämatologie und Onkologie) erlangte er weitere Fachqualifikationen. 2005 trat Watzke an der Medizinischen Universität Wien die erste Professur für Palliativmedizin an, er rief die Palliativstation am Allgemeinen Krankenhaus der Stadt Wien ins Leben und übernahm die Leitung der Abteilung. Bis 2014 war er Vorsitzender der Österreichischen Palliativgesellschaft und verblieb nach dem Ausscheiden aus diesem Amt bis 2023 als Mitglied im Vorstand.
Der Schwerpunkt von Watzkes Forschungstätigkeit liegt in der Palliativmedizin.